# Statuta ecclesiae antiqua

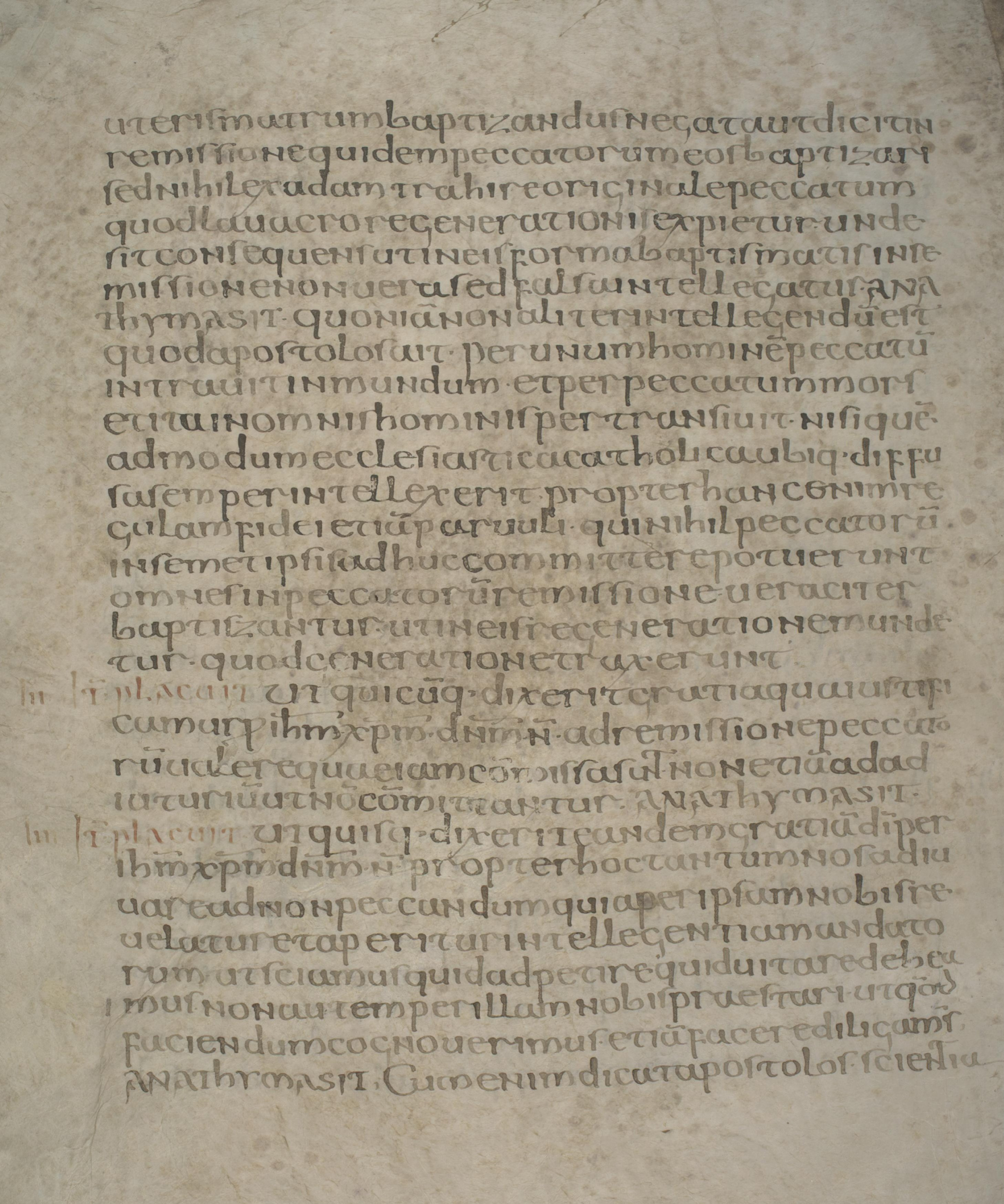
Лист рукописи Collectio Coloniensis с канонами из Statuta ecclesiae antiqua

Statuta ecclesiae antiqua, SEA (лат. «Древние установления Церкви») — сборник канонического права, составленный в Галлии в конце V века. Включает 102 коротких канона, касающихся вопросов рукоположения и церковной дисциплины. «Установления» опираются на апостольскую традицию и более ранние тексты. В свою очередь, они послужили основой дальнейшей средневековой литургической традиции.
В SEA выделяют три основных раздела: исповедание веры кандидата на должность епископа (1), дисциплинарные каноны (1—89), правила рукоположения (90—102). По своему составу и назн6ачению сборник напоминает более поздние Ordines Romani. В Средние века «Установления» приписывали отцам Карфагенского собора 398 года или Валансийского собора 374 года. В XVIII веке на основании текстологических соображений братья Баллерини предложили датировка второй половиной V века. Было установлено, что в сборник включены каноны собора в Везоне 442 года, а каноны Агдийского собора 502 года сами на них ссылаются. По предположению современного издателя «Установлений» Шарля Муньера (Charles Munier), их автором был высказывавший сходные идеи относительно церковной жизни галльский монах Геннадий Массилийский. Высказывалось также мнение об авторстве епископа Цезария Арелатского.
Сборник известен по более, чем 40 рукописей, представленных в трёх основных традициях — испанской, галльской и итальянской. В первой из них он известен как Concillium quartum Carthaginense. В Италии его называли Statuta antiqua orientis или Constituta antiqua orientis. Порядок какнонов в разных традициях различен. Под влиянием «Установлений» были составлены Collectio Coloniensis второй половины VI века и ирландский сборник Collectio Hibernensis VIII века.

## Издания
- Les statuta ecclesiae antiqua. Édition, études critiques / Charles Munier. — Paris: Presses Universitaires de France, 1960. — Vol. V. — (Bibliothèque de l’Institut de Droit Canonique de l’Université de Strasbourg).